# Euboarhexius sinus
Euboarhexius sinus är en skalbaggsart som beskrevs av Albert A. Grigarick och Schuster 1966. Euboarhexius sinus ingår i släktet Euboarhexius och familjen kortvingar. Inga underarter finns listade i Catalogue of Life.